# Museu da Língua Portuguesa
Museu da Língua Portuguesa ou Estação Luz da Nossa Língua MHCa é um museu interativo sobre a língua portuguesa localizado na cidade de São Paulo, Brasil, no histórico edifício da Estação da Luz, no Bairro da Luz, região central da cidade. Foi concebido pela Secretaria da Cultura do Estado de São Paulo em conjunto com a Fundação Roberto Marinho, tendo um investimento de cerca de 37 milhões de reais.
O objetivo da instituição é criar um espaço vivo sobre a língua portuguesa, considerada como base da cultura do Brasil, onde seja possível causar surpresa nos visitantes com os aspectos inusitados e, muitas vezes, desconhecidos de sua língua materna. Segundo os organizadores do museu, "deseja-se que, no museu, esse público tenha acesso a novos conhecimentos e reflexões, de maneira intensa e prazerosa".
O museu tem como alvo principal a média da população brasileira, composta de pessoas provenientes das mais variadas regiões e faixas sociais do país, mas que ainda não tiveram a oportunidade de obter uma ideia mais precisa e clara sobre as origens, a história e a evolução contínua da língua. De sua inauguração até o final de 2012, mais de 2,9 milhões de pessoas já haviam visitado o espaço, consolidando-o como um dos museus mais visitados do Brasil e da América do Sul.
Em 21 de dezembro de 2015, o museu foi atingido por um incêndio que destruiu dois andares de sua estrutura. Seu acervo, contudo, não se perdeu, por ser virtual, sendo recuperado a partir de backups. Depois de passar por uma restauração, o museu foi reinaugurado em 31 de julho de 2021. Por ocasião da cerimônia, a instituição foi agraciada com a Ordem de Camões, pelos relevantes serviços prestados à língua portuguesa.

## História

### Idealização e inauguração
O projeto foi iniciado em 2002, quando se começou a restaurar o prédio da Estação da Luz, sendo concluído em 2006. Teve como aliada no projeto a Lei de Incentivo à Cultura, que demonstra a contemporaneidade em que vivemos. São Paulo ainda possui um fator simbólico para o local do museu, sendo a maior cidade de falantes do português no mundo.
A ideia foi de Ralph Appelbaum, autor também do Museu do Holocausto, em Washington, e da Sala de Fósseis do Museu de História Natural, em Nova Iorque. O projeto arquitetônico do museu é de Paulo e Pedro Mendes da Rocha, pai e filho, ambos brasileiros. A direção do museu fica por conta da socióloga Isa Grinspum Ferraz, que coordenou uma equipe de trinta especialistas do idioma para o museu. A direção artística é de Marcello Dantas.
O museu foi inaugurado na segunda-feira de 20 de março de 2006, com a presença do cantor e então ministro da cultura Gilberto Gil, representando o ex-presidente brasileiro Luiz Inácio Lula da Silva, da ministra da cultura de Portugal, Isabel Pires de Lima, do governador paulista Geraldo Alckmin, do ex-presidente Fernando Henrique Cardoso, de António Carmona Rodrigues, presidente da Câmara Municipal de Lisboa, do presidente da Fundação Calouste Gulbenkian e outras autoridades representativas, não apenas de Portugal e do Brasil, mas de todos os países lusófonos.

### Incêndio de 2015

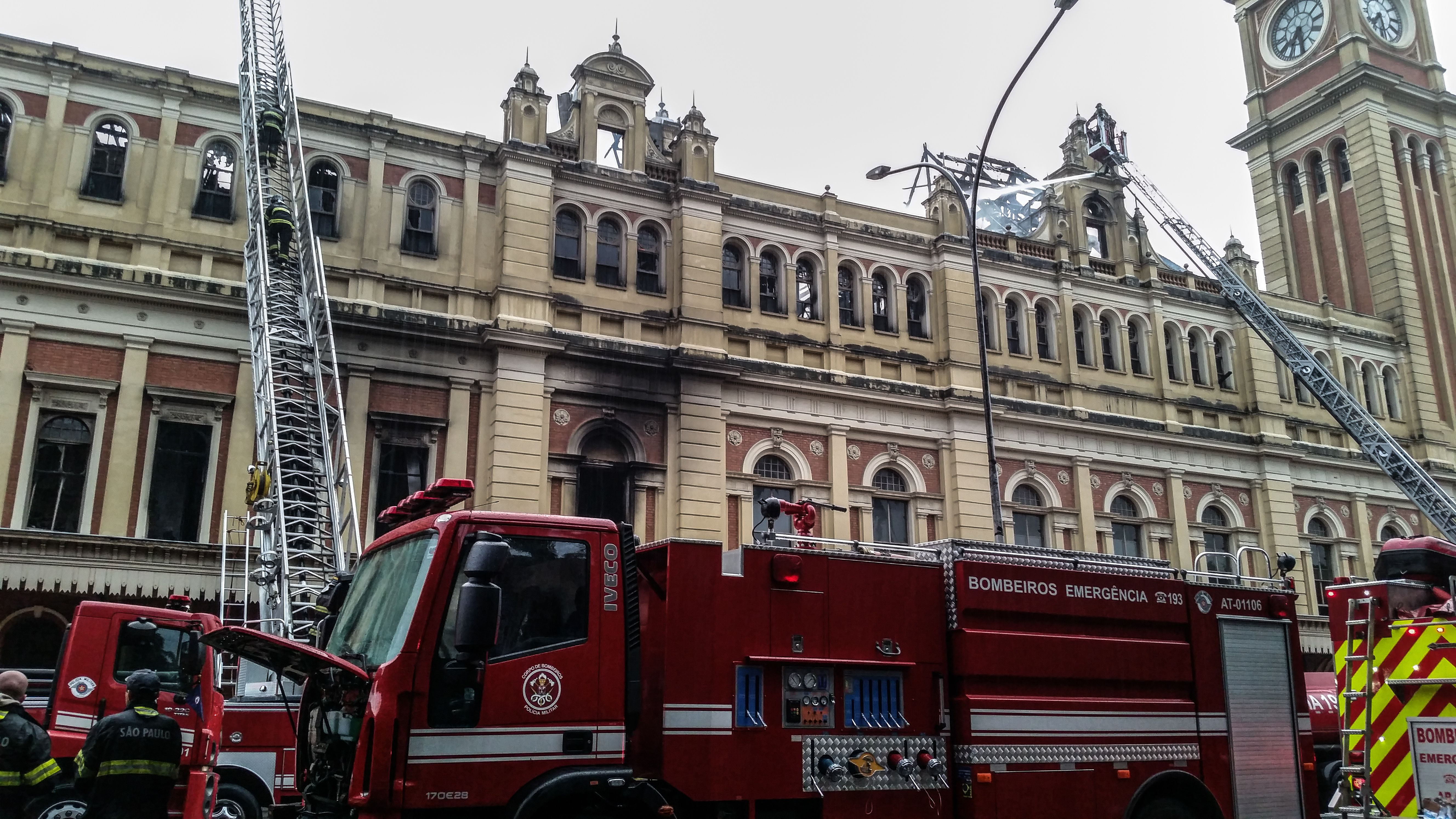
Combate ao incêndio de 2015

No dia 21 de dezembro de 2015, um incêndio de grandes proporções atingiu o prédio do museu, mobilizando 37 viaturas do Corpo de Bombeiros. O incêndio foi causado por curto-circuito que teve início no primeiro andar do prédio, no qual era exibida a exposição "O tempo e eu", baseada nos trabalhos do historiador Câmara Cascudo. O bombeiro civil do museu, Ronaldo Ferreira da Cruz, faleceu de parada cardiorrespiratória enquanto tentava conter o fogo.
Apesar das instalações terem ficado totalmente destruídas, não houve grande prejuízo ao acervo, por ser na maior parte digital, podendo ser recuperado a partir de cópias de segurança. O maior prejuízo foi ao patrimônio arquitetônico do prédio, inaugurado originalmente em 1867 e restaurado em 2006 para receber as instalações do museu.

### Recuperação e reinauguração

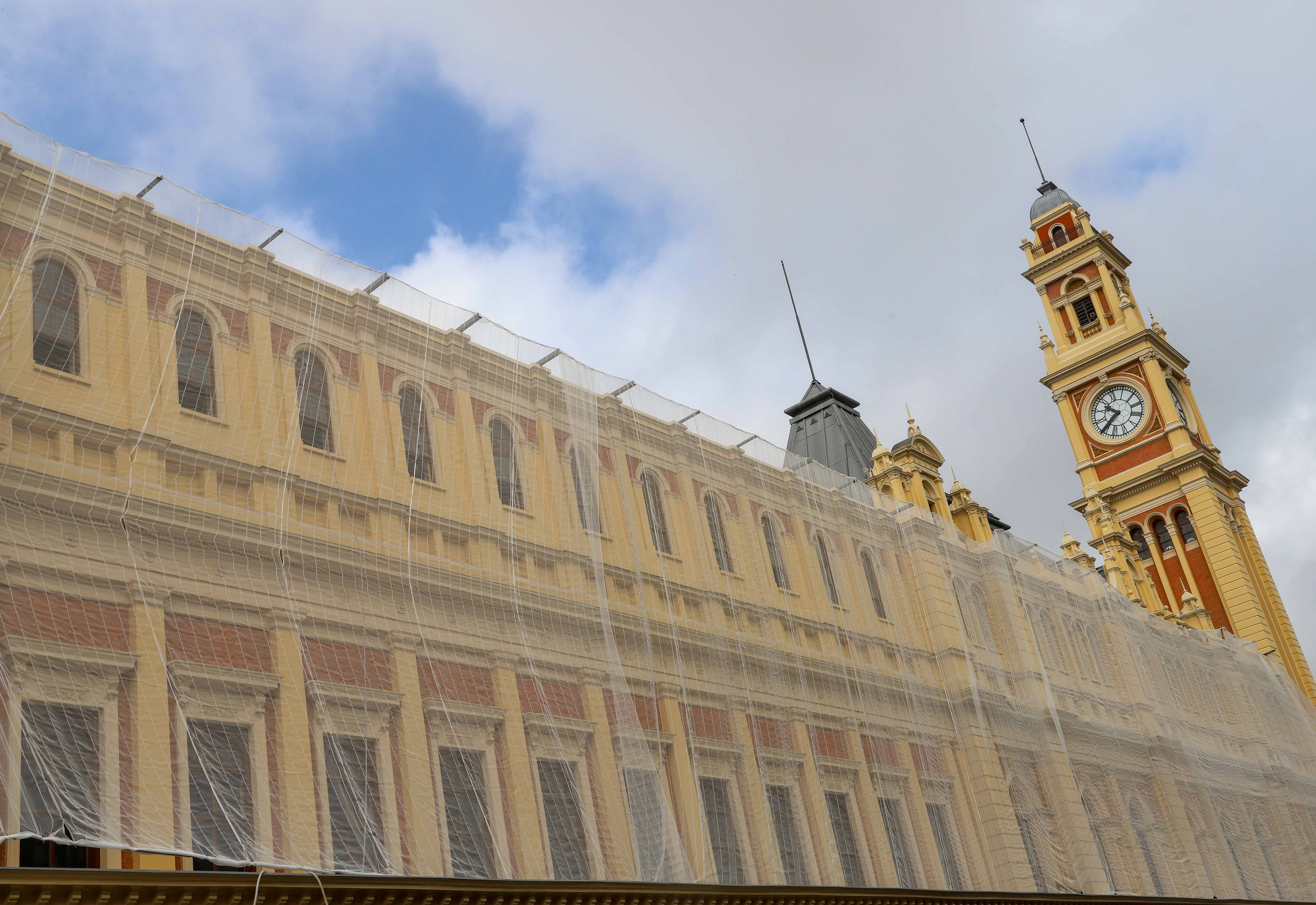
Fachada da Estação da Luz durante a reconstrução do museu

Um mês depois do incêndio, foi assinado um acordo de cooperação entre o Governo do estado, a Secretaria de Cultura, a Fundação Roberto Marinho e a organização social ID Brasil, para a execução da reforma do museu. Em 12 de dezembro de 2016, o governo do estado de São Paulo anunciou a parceria "Aliança Solidária" e anunciou que o museu deve voltar a receber visitantes no primeiro semestre de 2019. O custo total da obra de recuperação será de 65 milhões de reais, dos quais 34 milhões são investimentos da iniciativa privada. A empresa portuguesa Energias de Portugal é a principal patrocinadora. O Grupo Globo e o Grupo Itaú também participam da Aliança. O arquiteto Pedro Mendes da Rocha, responsável pelo desenvolvimento do projeto original do Museu da Língua junto com seu pai, o premiado arquiteto e urbanista Paulo Mendes da Rocha, fará as adaptações necessárias no projeto. O Museu da Língua Portuguesa fez exposições itinerantes do seu acervo no estado de São Paulo em 2016, durante o processo de restauração do incêndio. A mostra de "Estação da Língua" foi aberta no dia 4 de março, em Araraquara, interior paulista, e passou por outras cidades durante o ano. Segundo a Secretaria da Cultura do Estado de São Paulo, a exposição itinerante seguiu o conceito central do Museu da Língua Portuguesa, propondo interatividade e tecnologia como veículos para apresentar o idioma ao público, nos seus mais variados sotaques e evoluções. Como o acervo do museu é digital, ele pode ser aplicado e adaptado para outros espaços. A "Estação Língua" tinha trezentos metros quadrados de área expositiva, e entre as atrações, contou com o "Mapa dos Falares", mostrando a singularidade do português falado em diferentes regiões do estado de São Paulo.

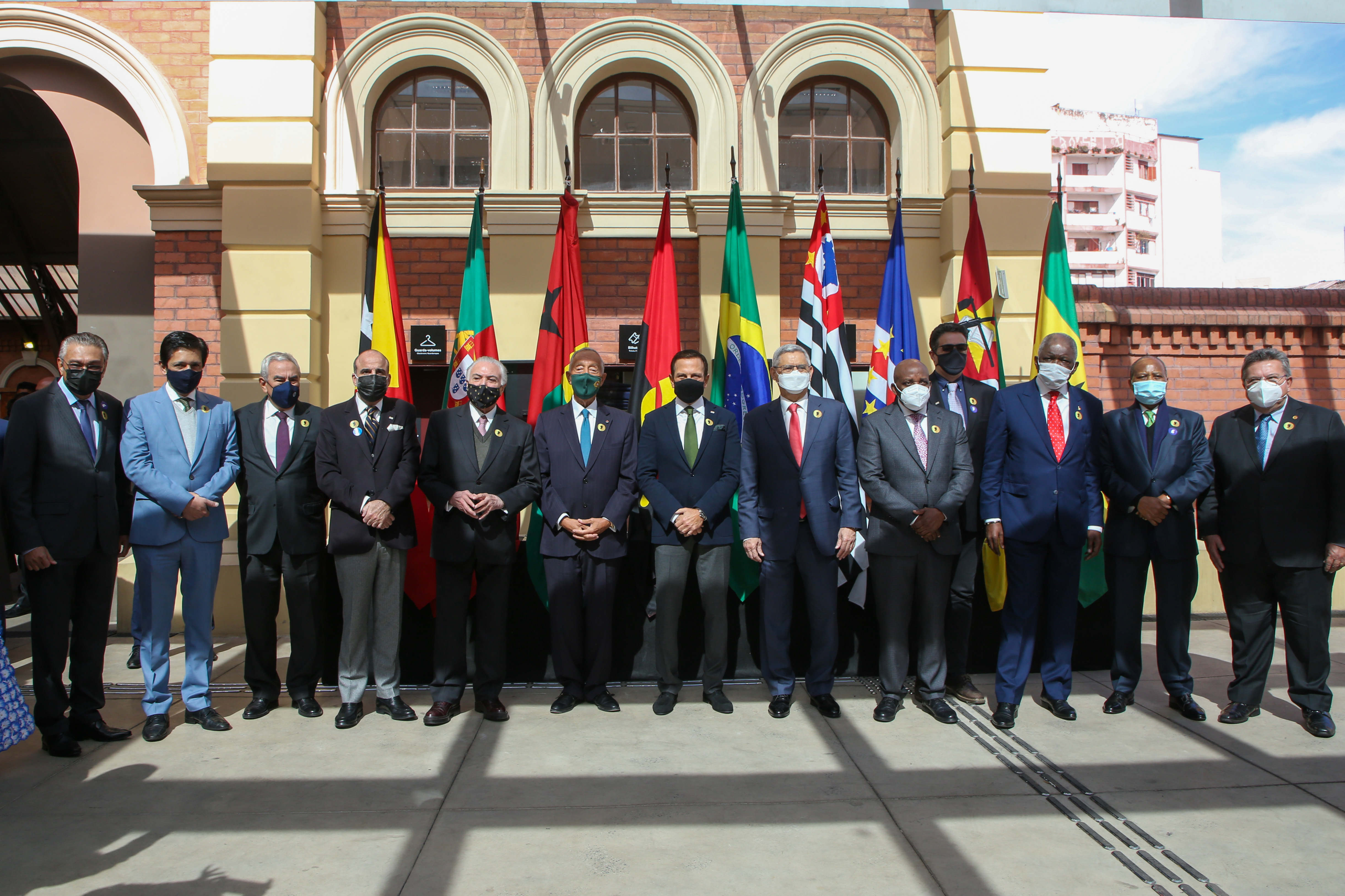
Cerimônia de reinauguração do museu, em 31 de julho de 2021

No dia 21 de dezembro de 2016 foram iniciadas as reformas no museu, restaurando primeiramente a face leste do edifício. De acordo com a gerente geral de Patrimônio da Fundação Roberto Marinho, Lucia Basto, no ano de 2017 a restauração teve como foco reconstituir e restaurar as fachadas restantes do Museu que sofreram deteriorações no incêndio de 2015. A gerente também disse que o modelo da estrutura arquitetônica seria mantido, porém adaptado às leis então vigentes. Ainda de acordo com ela, os planos e projetos para 2018 enquadravam a reconstituição do telhado, como também a parte hidráulica e elétrica. A reforma também contaria com a cobertura de zinco no estabelecimento, vidros temperados (para combater o alastramento de chamas) e equipamentos mais modernos, prevenindo futuros riscos de incêndios. Concluída a reforma, que custou R$ 85,8 milhões, a reabertura do museu aconteceu em 31 de julho de 2021. No terceiro piso, foi projetado um terraço com vista para o Jardim da Luz e para a torre do relógio da estação. A infraestrutura e o sistema segurança passaram por uma reformulação, com novas medidas de prevenção a incêndios, como recomendado pelo Corpo de Bombeiros. Novas medidas de sustentabilidade foram adotadas, como técnicas de economia de água e energia, bem como a reutilização e restauração da madeira que estava na construção original. Durante a cerimônia de reinauguração, o Presidente da República Portuguesa, Marcelo Rebelo de Sousa, agraciou o Museu da Língua Portuguesa com o grau de Membro-Honorário da recém-criada Ordem de Camões, tendo esta sido a primeira concessão desta ordem honorífica portuguesa.

## Estrutura

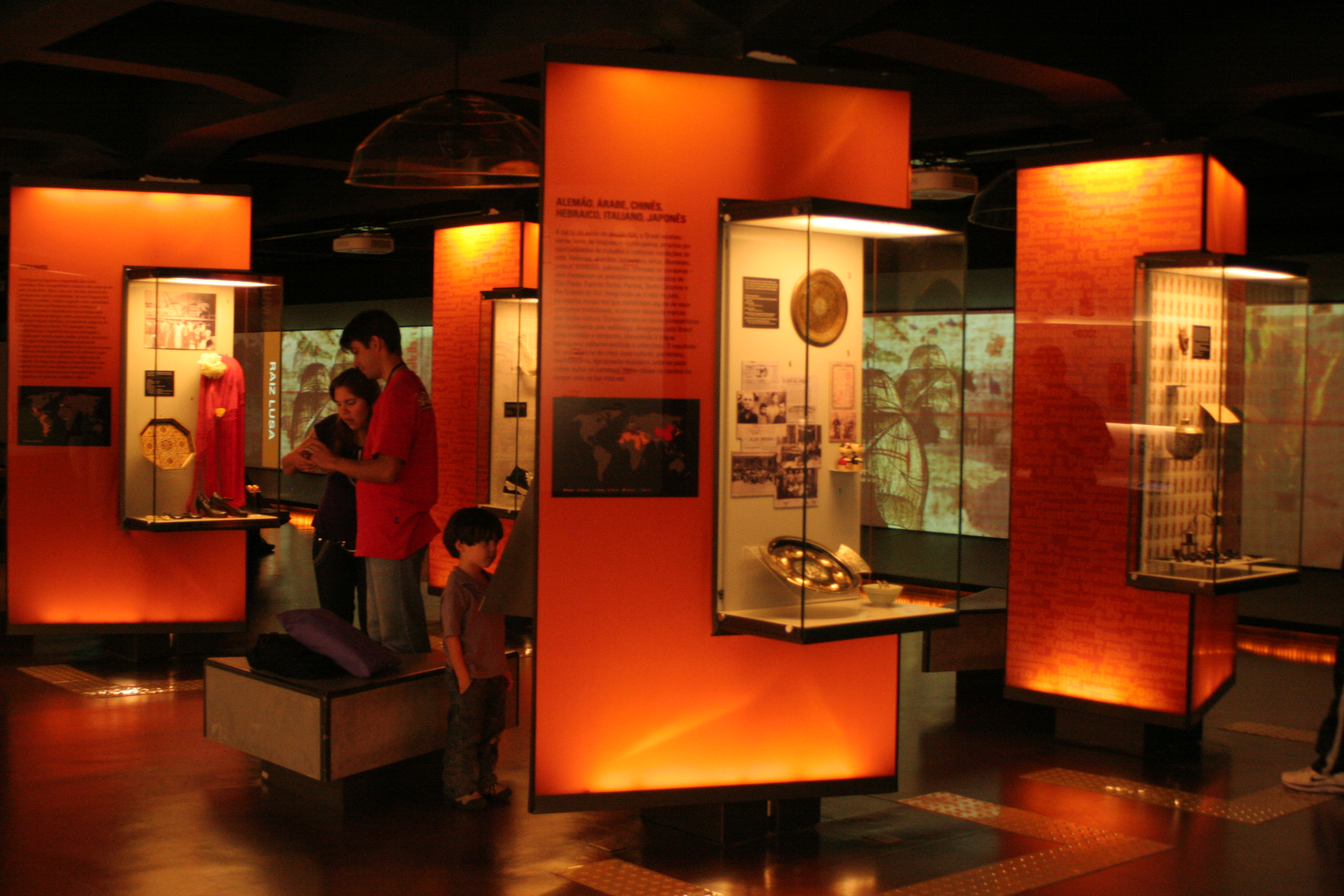
Totens interativos presentes no espaço "Lanternas das Influências"

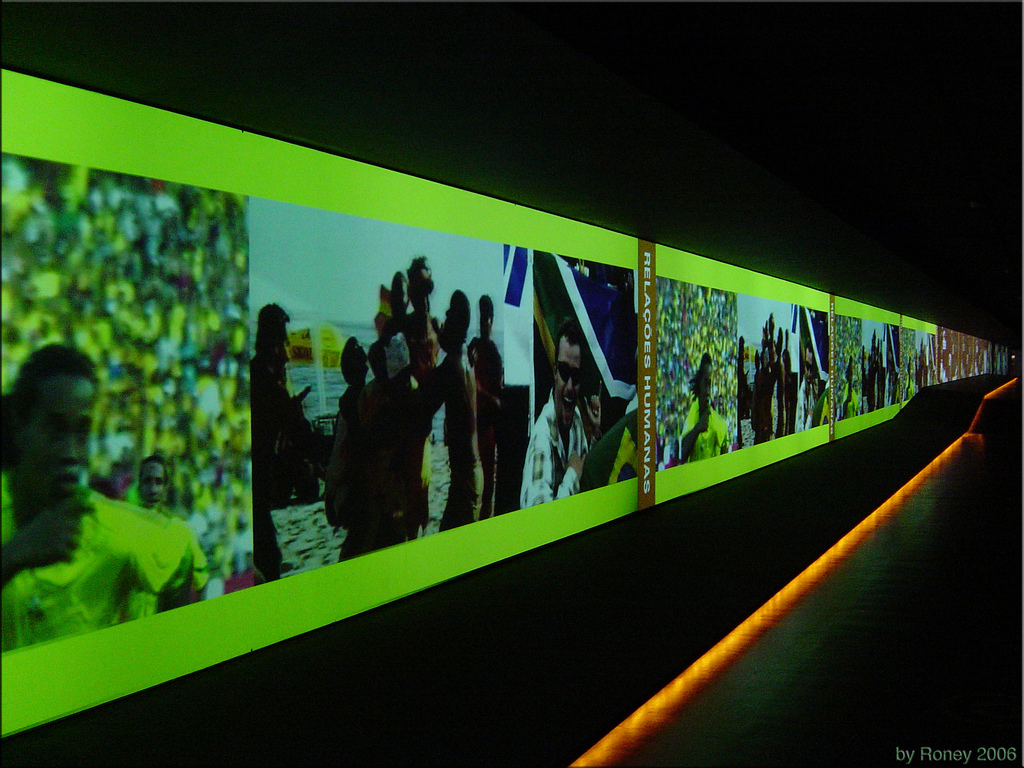
"Grande Galeria", com seu telão de 106 metros de extensão

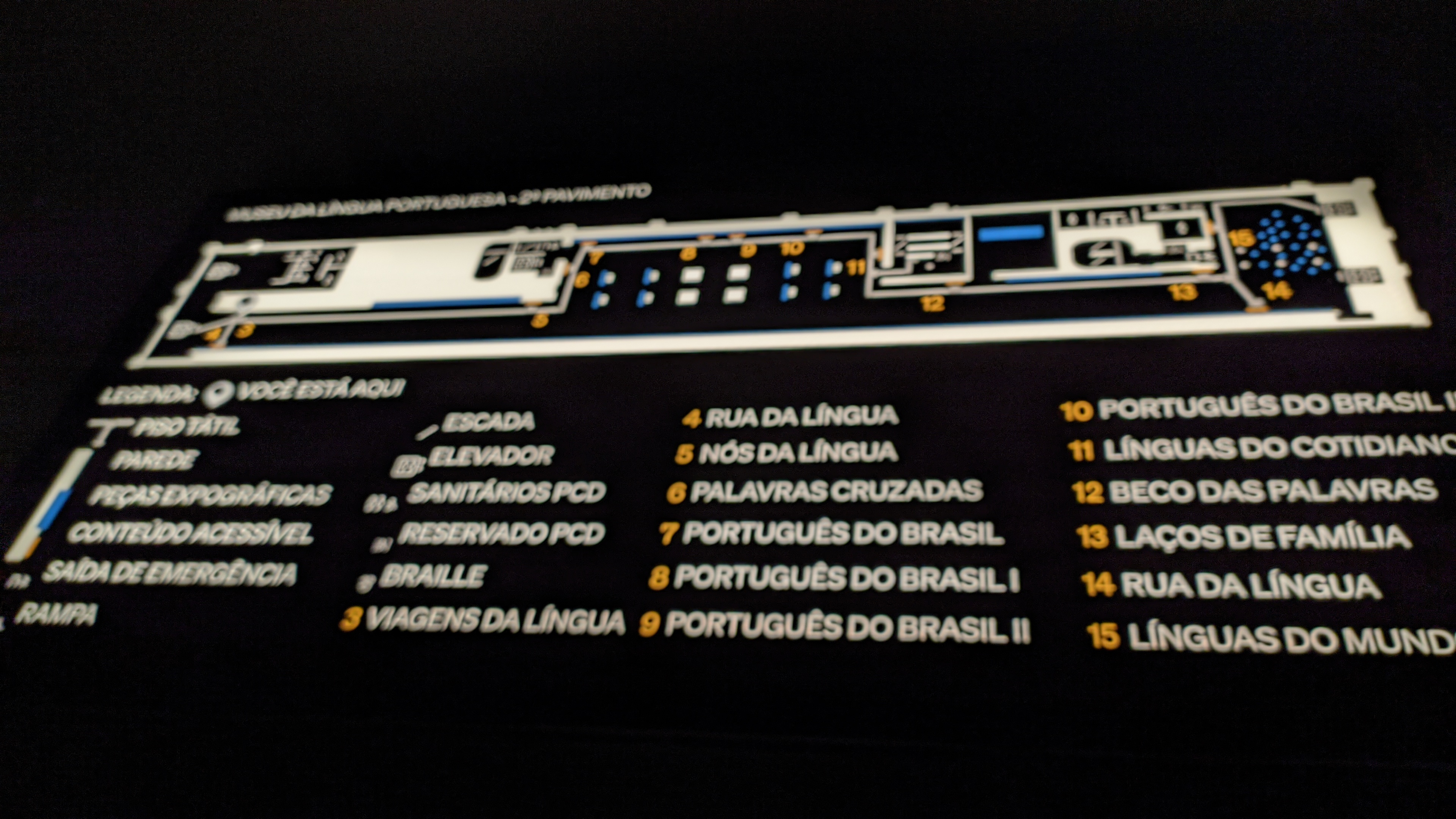
Mapa do segundo andar do museu

O museu possui um acervo inovador e predominantemente virtual, combinando arte, tecnologia e interatividade, lembrando que o museu está localizado num prédio histórico. Composto das mais diversificadas exposições nas quais são utilizados objetos, vídeos, sons e imagens projetadas em grandes telas sobre a língua portuguesa, considerada do ponto de vista de patrimônio cultural dos povos lusófonos. Ocupa três andares da Estação da Luz, com 4 333 metros quadrados. Criação do arquiteto brasileiro Rafic Farah, logo na entrada vê-se a chamada "Árvore da Língua", uma escultura com três andares de altura em que nas folhas surgem contornos de objetos e as raízes formadas por palavras que deram origem ao português. A árvore pode ser visualizada quando o visitante usa o elevador de acesso aos outros andares, que tem paredes transparentes.
No primeiro andar ficam localizadas as exposições temporárias, o Espaço Educativo Paulo Freire, e também outro espaço da administração.
No segundo andar, a exposição "Línguas do mundo" é onde os visitantes podem ouvir as várias línguas faladas pelos povos, destacando 23 línguas diferentes. A "Rua da Língua" é uma longa tela de cem metros, cobrindo boa parte da parede do primeiro andar. São projetadas palavras, textos, imagens e desenhos. "Nós da Língua", 23 telas são expostas, com o nome dos países que falam a língua portuguesa próximo destas telas. Algumas das telas são interativas. "Laços de família" mostra como a língua portuguesa surgiu, indo da língua indo-europeu e o latim até as línguas como o português, o espanhol e o galego. A exposição "Português do Brasil" expõem a evolução da língua portuguesa desde sua origem histórica do latim durante a conquista dos romanos da região ibérica até as influências dos meios de comunicação atuais, como a televisão e as redes sociais. Algumas das telas são texto, outras são imagens, e em alguns casos há telas interativas com vídeos curtos explicando o tópico abordado naquela seção da exposição. A exposição "Palavras-cruzadas" são oito totens interativos. Essa exposição é complementar à exposição "Português do Brasil". "Línguas do cotidiano" é um pequeno auditório onde há um projetor que exibe oito filmes diferentes. O "Beco das palavras" envolve o uso de três telas interativas, cada uma com palavras diferentes. Com a correta interação, as palavras são unificadas e criam uma nova palavra com um novo significado.
O terceiro andar também é chamado de "Língua viva". A exposição "Falares" mostra a diversidade da língua portuguesa em seus sotaques, vocabulário, entre outros fatores que alteram o jeito de de se expressar a partir do português. "O que pode a língua" é um auditório, usado para mostrar filmes e poesias. Ao final da exposição no auditório, os visitantes são convidados a irem ao terraço, onde têm uma visão privilegiada da torre do relógio da estação Luz e do Jardim da Luz.